# Condado de Frontier
O Condado de Frontier é um dos 93 condados do estado norte-americano de Nebraska. A sede do condado é Stockville, e a sua maior cidade é Curtis. O condado tem uma área de 2538 km² (dos quais 16 km² estão cobertos por água), uma população de 3099 habitantes, e uma densidade populacional de 1,2 hab/km² (segundo o censo nacional de 2000). Foi fundado em 1872 e o seu nome provém do facto de na altura da sua fundação ser parta da fronteira do Nebraska.